# Mälarmasarna
Mälarmasarna, regional supporterklubb i Mälardalen till ishockeylaget Leksands IF. Föreningen anordnar resor till hemma- och bortamatcher men även andra evenemang för Leksandsfans i regionen.
Mälarmasarna är en del av den officiella supporterklubben Leksand Superstars.